# سامي فتاح
اللواء الطيار الركن سامي فتاح باشا هو ضابط لواء طيار ركن مُقاتل عراقي ولد عام 1905 في بغداد، والده هو البكباشي (المقدم) فتاح بن سليمان ضابط في الجيش العثماني قائمقام زاخو ورئيس المحاكم العراقية العرفية في الموصل، درس سامي الابتدائية والمتوسطة في مدينة الموصل، وأكمل دراسته الثانوية في دار المعلمين ببغداد ثم دخل المدرسة العسكرية بدورتها الثانية عام 1925 ولتفوقه أرسل للدراسة في كلية ساند هرست البريطانية، وتخرج برتبة ملازم في الجيش العراقي في 1 نيسان، 1928 وعين كضابط مُشاة في الفوج الأول لواء موسى الكاظم في معسكر الغزلاني في الموصل، ولانه يجيد اللغة الإنكليزية أرسل إلى مطار الموصل ومن هنا بدأت هوايته بركوب الطائرات.

## ولادته
ولد في بغداد عام 1905.

## دراسته
درس الأبتدائية والمتوسطة في مدينة الموصل، أما الثانوية فلقد درسها في دار المعلمين ببغداد، ودخل الكلية العسكرية بدورتها الثانية في عام 1925 ولتفوقه فيها أرسل للدراسة في كلية ساند هرست، في عام 1936 دخل النَقيب سامي فتاح كلية الأركان العراقية بدورتها الرابعة وتخرج عام 1937 وكان الأول على الدورة بدرجة (أ) ومن قدماً عسكرياً لمدة سنتين وتَدرج في الرتب العسكرية حتى حصل على رتبة أمير لواء جو ركن (لواء طيار ركن) في 2 آيار 1952.

## القوة الجوية العراقية
تَطوع سامي فتاح في القوة الجوية العراقية مع زملاءه وأرسلو إلى مدرسة الطيران في سيلاند ببريطانيا عام 1930 وأكملو تدريبهم وعادو إلى بغداد على متن ثلاث طائرات (بس موث) وكان يُعتبر أول سرب عراقي في القوة الجوية.

## مناصبه
- 1925: عين كضابط مُشاة في معسكر الغزلاني في الموصل
- 1952: شغل مَنصب ضابط ركن في القوة الجوية
- 1941: شغل كآمراً للقوة الجوية الملكية وأول قائد لها وشغل في نفس الوقت نائب رئيس أركان الجيش

### مناصب سياسية
- وزير الشؤون الأجتماعية (1954-1955)
- مدير الموانئ العام ومتصرف لواء البصرة (1955-1956)
- وزير الداخلية (1957-1958)
- وزير الشؤون الأجتماعية (1958)
- وزير الدفاع (1958)

## أوسمة وأنواط

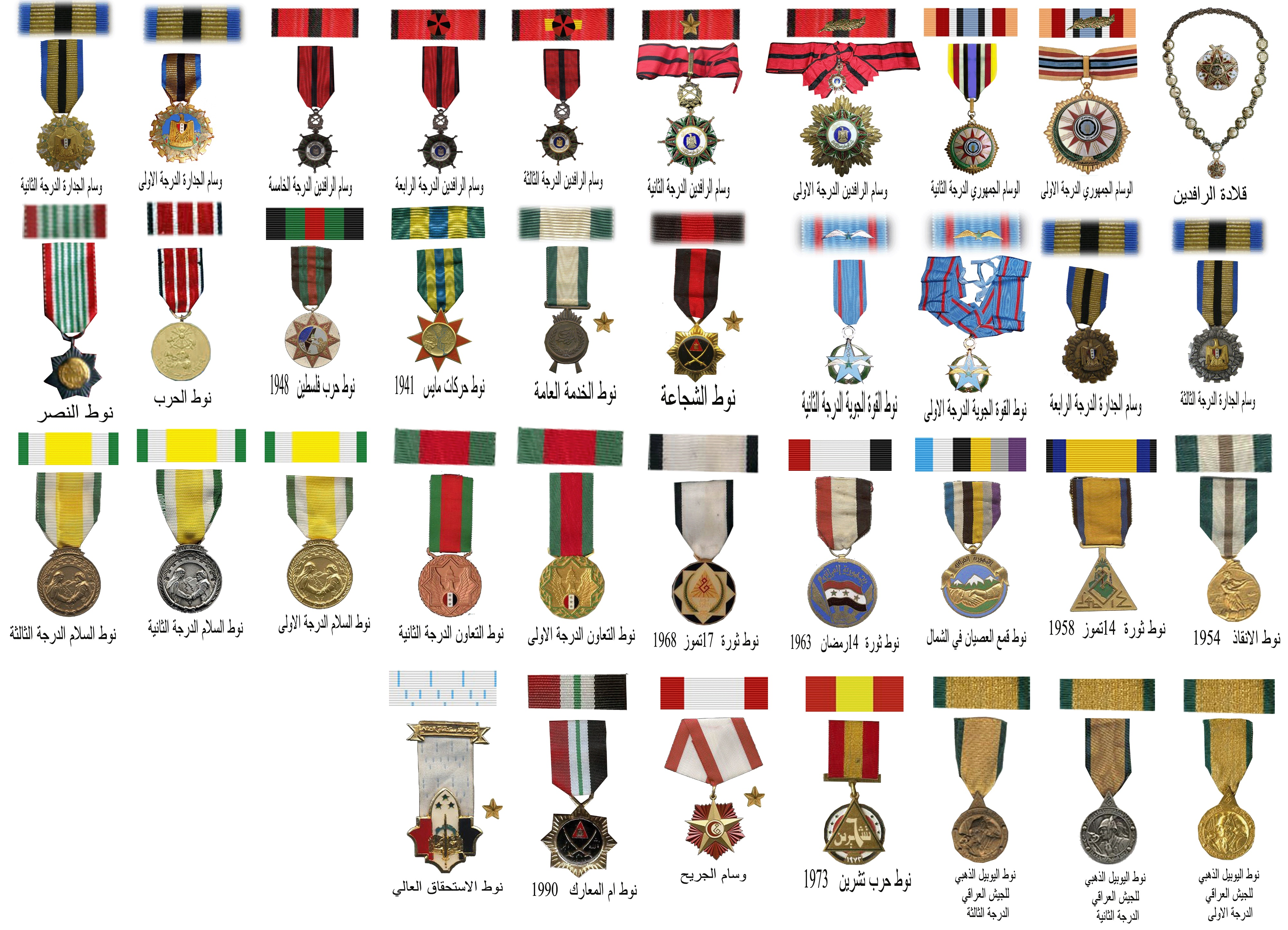
أنواط وأوسمة الجيش العراقي في تاريخه

مُنح نوط الشجاعة ووسام الرافدين من الدرجة الخامسة ورفع إلى الرابعة ثم الثالثة، ونوط الخدمة الفعلية، ونوط الحرب، ونوط النصر، ونوط الملك فيصل الثاني، ووسام الأستحقاق السوري. وأحيل على التقاعد بناء على طلبه في 29 نيسان، 1954.